# Cost de capital
El cost del capital és el rendiment mínim que ha d'oferir una inversió perquè valgui la pena fer-la des del punt de vista dels posseïdors actuals d'una empresa.
El valor de l'empresa depèn, entre altres factors, del cost del capital. Aquest és el cost dels recursos financers que es necessiten per invertir. Si una empresa té una rendibilitat igual al cost dels recursos que utilitza en un projecte, el preu de les seves accions al mercat no canviarà. Si la rendibilitat és més alta que el cost, el preu de les accions augmentarà i si la rendibilitat és més baixa que el cost, el preu de les accions disminuirà per mostrar la pèrdua d'aquesta inversió. El cost del capital pot ser el de tota l'empresa o el de cada font de finançament, com els recursos aliens, les accions o les reserves.
L'existència d'un risc alt en una inversió implica un cost de capital alt i, per tant, atesa una determinada rendibilitat de la inversió provocarà una baixada del valor de l'empresa i, per tant, de les seves accions.

## Factors determinants del cost de capital o cost d'oportunitat de capital
Els factors més destacats que determinen el cost de capital són els següents:
- Les condicions econòmiques generals que marquen l'oferta i la demanda de recursos financers.
- Les condicions del mercat, marcat per la prima de risc i la liquiditat del mercat.
- Les condicions financeres i operatives de l'empresa.
- La quantitat de finançament.

## Càlcul del cost del capital
El càlcul parteix de la determinació del cost efectiu de cadascuna de les fonts de finançament de forma individualitzada i que es fa com el càlcul de la taxa de descompte que es desprèn de l'equació que iguala el valor actual dels recursos nets rebuts, amb valor actual de les sortides d'efectiu que provoca aquest finançament per qualsevol causa. Així es farà un càlcul del cost dels recursos aliens, un altre del capital ordinari i un altre dels beneficis retinguts.
Després d'obtenir aquests costos, es pot passar a la determinació del cost mitjà ponderat de totes les fonts de finançament. Aquests càlculs suposen una sèrie de premisses sobre determinats factors que se suposen que han de romandre constants

### Supòsits del càlcul
- Risc econòmic es manté inalterat.
- No hi ha alteracions de l'estructura financera de l'empresa.
- Política de dividend constant.[1]